# Vaginale deodorant
Vaginale deodorant is een deodorant, speciaal bedoeld om de vaginale streek te vrijwaren van vermeende vieze luchtjes. Elke vrouw heeft echter van nature een geur, die over het algemeen niet als vies ervaren wordt, en niet van een afstand te ruiken is zoals een zweetgeur.
Op de markt zijn diverse soorten sprays te vinden, die allen beweren de intieme hygiëne van de vrouw te bevorderen. Ze bevatten over het algemeen oliën, parfum en antibacteriële stoffen en werken op dezelfde manier als een deodorant voor de oksels, namelijk door het verhinderen van bacteriële groei en het voorkomen van een mogelijk slechte geur.
Nader onderzoek van de sprays in laboratoria, bewees echter dat veelal het tegengestelde effect wordt verkregen. Veel vrouwen blijken allergisch te zijn voor bestanddelen van de sprays en krijgen huidproblemen. De meest voorkomende klacht is een brandend gevoel ter hoogte van de vagina, al dan niet gepaard gaande met problemen bij het plassen. Bovendien worden eventuele ziektes (zoals bijvoorbeeld een vaginale infectie) gemaskeerd door de deodorant.
Om vaginale geurtjes te voorkomen, wast men zich best dagelijks met lauwwarm water zónder zeep. Zeep heeft een nadelig effect op de vaginale flora en kan infecties in de hand werken.

## Waarschuwingen voor gebruik
Beslist men om toch intieme sprays te gebruiken, houd er dan rekening mee dat ze zijn ontworpen voor uitwendig gebruik en dus onder geen enkele voorwaarde in de vagina gebracht mogen worden. Gebruik nooit een spray vóór de seksuele betrekkingen, want ook bij mannen kan het irritatie aan de geslachtsorganen veroorzaken. Vaginale deodorant mag niet op een tampon gespoten worden, nooit meer dan eens per dag gebruikt worden en zeker niet aangebracht worden op geïrriteerde of jeukende huid. De genitaliën zijn verboden gebied voor okselspray.